# 尹宽

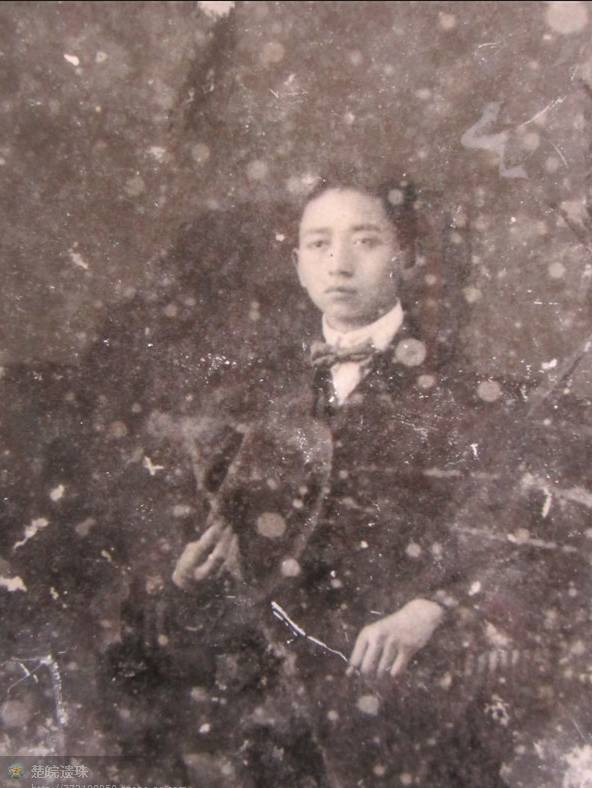
赴法留学时期的尹宽

尹宽（1897年—1967年）名硕夫，笔名石人，化名有益、王兢博、商吉士等等，安徽省桐城县石南乡雪池村人，中国少年共产党的创建者之一，中国共产党早期党员，后为托派。

## 生平

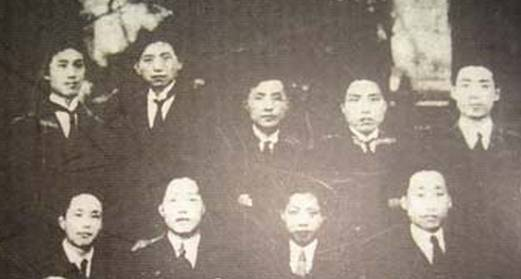
少年共产党第二次大会集体照，尹宽位于后排左二

尹宽出身中农家庭。五四运动时期，在芜湖安徽省立第二甲种农业学校学习，受教师高语罕影响，投身五四运动。民国8年（1919年）11月，经高语罕帮助，留法勤工俭学，先后在日尔曼公学、木兰公学学法文。民国10年（1921年）加入“工学世界社”。民国11年（1922年）6月，加入旅欧中国少年共产党。民国12年（1923年）2月，旅欧中国少年共产党改成中国社会主义青年团旅欧总支部，尹宽任总支部执行委员，不久转为中国共产党党员。12 月，被共产国际调到苏联莫斯科东方劳动大学学习。
民国13年（1924年）7月，尹宽奉调回中國，任中共山东省委书记。民国14年（1925年）1月，作为山东代表出席在上海举行的中国共产党第四次全国代表大会。8月，调任中共江浙区执行委员会书记兼宣传部主任。民国15年（1926年）底，中共江浙区执行委员会在上海法租界辣斐德路冠华里开办党校，尹宽任校长并授课。1927年2月，参加上海工人第三次武装暴动，负责暴动宣传。1927年4月，蒋介石在上海发动四一二事变后，尹宽与周恩来、罗亦农、赵世炎、李立三、陈延年等人致电中共中央，建议武汉国民政府速出兵讨伐蒋介石。1927年4月下旬到5月上旬，出席中国共产党第五次全国代表大会。会后，留在武漢中共中央宣传部宣传科，编辑《向导》周刊。6月，调任中共中央党校副教务主任。
民国16年（1927年）11月初，尹宽出任中央巡视员，到安徽检查工作。在致中央的报告中，尹宽否定了中共安徽省临时委员会的工作。当时中央正积极推动全国各地武装暴动，中央听取尹宽汇报后，认定中共安徽省临委“完全站在与中央政策相反而与国民党乃至西山会议派合作的路线上”，决定撤销中共安徽省临委，派尹宽作为中央巡视员巡视安徽，实际主持安徽党的工作。在安徽任职期间，尹宽夸大芜湖革命力量，命万春圩、白沙圩等地中共党组织暴动，受到损失。
民国17年（1928年）3月，中共安徽省临时委员会重建，尹宽任书记。当时他继续热衷“城市中心论”，指负责组织工作的省临委委员王步文为“深山政策”、“农民意识”，撤销王步文的省临委委员职务，并停止王步文的巡视员职务。尹宽的做法引起安徽多数党员不满。同年8月27日，尹宽向中央提出辞职。民国18年（1929年）5月，中共中央在上海举行安徽工作会议认为，尹宽主持的中共安徽省临委没能对安徽省中共党组织起到领导作用，使党内产生矛盾，在群众中也没产生作用。中央因此撤销了中共安徽省临委。尹宽在上海闲居，同陈独秀、彭述之、汪泽楷、郑超麟等人来往，并接触中国托派一些文件，开始接受托派观点。尹宽还游说陈独秀，使陈独秀接受了托派观点。中共中央警告他们停止宗派活动，但陈独秀、尹宽等人不接受。1929年9月，陈独秀、彭述之、尹宽、郑超麟等人成立托派组织“无产者社”，尹宽任常委。11月后，尹宽等人被开除出中国共产党。12月5日，尹宽等人签名发表《我们的政治意见书》。
民国20年（1931年）和民国24年（1935年），尹宽两次被国民政府逮捕。民国26年（1937年）8月，尹宽作为政治犯获释。此后，在桐城、枞阳、东至等地任教。民国37年（1948年）夏，尹宽到上海参加彭述之领导的中国共产主义同盟多数派全国代表大会。会上，中国共产主义同盟多数派改组为中国革命共产党，尹宽当选党中央委员，并任宣传部长。
1949年2月，尹宽回到家乡桐城，执行托派组织的既定策略，在教育界人士中开展秘密活动，准备在桐城成立托派组织。中华人民共和国成立后，1950年10月6日，尹宽被公安机关逮捕，1965年9月获释。1967年7月11日，尹宽在桐城县石南公社双墩大队李坂生产队逝世。
1986年，全国党史会议正式决定将尹宽列入《中共党史人物传》列传条目。
尹宽墓位于安徽省桐城市吕亭镇新店村。坐西朝东，墓冢长3米，宽2.8米，墓冢后面垒有环形土圹，中嵌墓碑，墓碑上楷书“尹硕夫之墓”。该墓现为桐城市文物保护单位。